# 윌리엄 레이시
윌리엄 스털링 버드 레이시(William Sterling Byrd Lacy, 1910년 2월 5일 – 1978년 12월 11일)는 1955년 5월부터 10월까지 제3대 주한 미국 대사를 지낸 미국의 외교관이다.
그는 소련과 일련의 문화 교류를 협상했으며, 이는 간접적으로 부통령 리처드 닉슨과 소련 총리 니키타 흐루쇼프 사이의 부엌 논쟁의 배경을 만들었다.

## 생애
정치인 스털링 버드 레이시의 아들인 레이시는 콜로라도주 메사군에서 태어났다. 그의 조상은 버지니아에 있었고, 그는 어린 시절의 일부를 그곳에서 보냈다. 레이시는 콜로라도 대학교를 졸업했다.

## 국무부 경력
경제학자로서 훈련받은 레이시는 1944년에 국무부에 합류하거나 또는 전시 생산 위원회와 국제 연합 구호 재건국에서 근무한 후 1946년에 합류했다.
1950년, 필리핀 및 남아시아 담당 국장으로 재직하던 중, 그는 주교 응오 딘 툭과 추기경 프랜시스 스펠먼을 만나 베트남국의 로마가톨릭주의에 대해 논의했다. 이는 국무부가 나중에 지지하게 될 정책이었으며, 툭의 형인 응오 딘 지엠이 베트남 공화국의 수장이 되면서 그의 정책에서 결실을 맺었다.

## 주한 대사
1955년 3월 15일, 그는 엘리스 O. 브릭스의 후임으로 주한 대사로 지명되었다. 그 전에는 몇 년 동안 마닐라에서 공사 대리를 지냈다. 3월 28일에 취임하여, 5월 8일에 서울특별시에 도착했다. 그 주말까지 그는 이승만에게 신임장을 제정했다.
그의 대사 임기는 긴장이 고조되어 어려움을 겪었다. 한국인들이 중립국 감독위원회가 공산주의 영향으로 오염되었다고 여겨 위원회에 반대하는 폭동과 소요가 발생했고, 주한 미국 대사관과 그의 관저에서 시위가 일어났다. 미국 제8군은 암시장에 대한 규제를 강화하기 시작했는데, 한국 남성들은 이를 부당하게 자신들을 표적으로 삼는다고 여겼다. 그리고 미국인을 포함한 외국 사업가들은 한국 정부로부터 부당하게 세금을 부과받고 있다고 비난했다. 이 모든 것이 이승만과의 협력 불능에 기여했다.
사방에서 포위된 레이시는 곧 주한 대사직에서 조기 퇴임을 시작했다. 10월 15일, 아이젠하워 대통령은 "건강 악화"를 이유로 그의 사임을 수락했지만, 이는 꾸며낸 변명이었다. 그의 후임으로는 1956년 중반에 월터 다울링이 임명되었다. (실제로 레이시가 떠난 후, 당시 미국의 정책이 이승만과 한국인을 화나게 하도록 특별히 맞춰진 것처럼 보인다고 지적되었다.)

## 이후 경력
대사직을 마친 후 레이시는 국무장관 존 포스터 덜레스의 특별 보좌관으로 일했다.
1958년, 대통령 동서 교류 특별 보좌관으로 재직하면서, 그는 소련 외교관 G.N. 자루빈과 협상하여 양국 간의 문화 및 과학 교류를 시작했다. 글렌 T. 시보그의 말에 따르면, 이는 "평화적 핵 응용 분야에서의 협력"과 "핵 에너지의 평화적 사용 분야에서의 교류"로 이어졌다. 이는 또한 레이시가 많은 공로를 인정받은 "주요 문화 협정"으로 간주되었다.
만남과 전시의 수단을 확립함으로써 교류는 또한 1959년 니키타 흐루쇼프, 당시 소련 총리와 리처드 닉슨 사이의 부엌 논쟁으로 이어졌다.
1961년 은퇴하기 전, 그는 미국 국방참모대학교의 부사령관을 지냈다.

## 개인 생활
1943년, 그는 남편이 됭케르크 전투에서 사망한 영국인 미망인 마거릿 이네스 프랭크스와 결혼했다. 그녀와는 이혼 전에 아들을 두었고, 나중에 키르스텐 마겔센과 결혼하여 딸을 두었다. 그리고 세 번째로 엘리자베스와 결혼했다.
윌리엄 스털링 버드 레이시는 1978년 12월 11일 68세의 나이로 사망했으며, 그의 세 번째 부인과 자녀들이 그를 뒤로했다.